# Millie Brown
Pour les articles homonymes, voir Millie Brown (homonymie) et Brown.
Millie Brown est une artiste peintre et performeuse britannique. Née en 1986 à Bath, dans le sud-ouest de l'Angleterre, elle est surnommée the Vomit Painter,,. Elle est, en effet, considérée comme l'inventrice du vomit painting. Lors de ses performances, elle utilise le vomi comme matériau artistique. Elle est surtout connue pour sa collaboration du 13 mars 2014 avec Lady Gaga lors d'un concert de l'auteure-compositrice-interprète américaine au festival South by Southwest (SXSW) d'Austin, au Texas,. 

## Carrière
À dix-sept ans, Millie Brown se produit pour la première fois à Berlin pour une performance de deux heures au cours de laquelle elle repeint la scène aux couleurs de l'arc-en-ciel en buvant puis en vomissant successivement sept bouteilles de lait, chacune teinte d'un colorant alimentaire différent.
Cofondatrice de !WOWOW!, un collectif d'artistes londonien, elle poste régulièrement des vidéos de ses performances sur YouTube,.
En octobre 2015, dans le cadre de la Frieze Art Fair, elle réalise Rainbow Body (« Le Corps arc-en-ciel »), performance au cours de laquelle elle est suspendue au plafond, avec des prismes de cristal attachés à elle. 

## Réception
Perçues comme une critique de la société de consommation, les performances de Millie Brown sont rapprochées de Merde d'Artiste, œuvre de l'artiste Italien Piero Manzoni composée de boîtes de conserve prétendues contenir des excréments, mais aussi de Cloaca, installation de l'artiste plasticien belge Wim Delvoye représentant un tube digestif humain géant qui produisait des excréments, ou encore de certaines performances extrêmes de l'artiste serbe Marina Abramović.